# Världsmästerskapen i badminton 2001
Världsmästerskapen i badminton 2001 anordnades den 3-10 juni i Sevilla, Spanien. 

## Medaljsummering
| Pl. | Nation     | Guld | Silver | Brons | Totalt |
| --- | ---------- | ---- | ------ | ----- | ------ |
| 1   | Kina       | 3    | 2      | 4     | 9      |
| 2   | Indonesien | 2    | 0      | 1     | 3      |
| 3   | Sydkorea   | 0    | 2      | 1     | 3      |
| 4   | Danmark    | 0    | 1      | 2     | 3      |
| 5   | Malaysia   | 0    | 0      | 2     | 2      |

## Resultat
| Event       | Guld                        | Silver                     | Brons                          |
| Herrsingel  | Hendrawan                   | Peter Gade                 | Taufik Hidayat                 |
| Herrsingel  | Hendrawan                   | Peter Gade                 | Chen Hong                      |
| Damsingel   | Gong Ruina                  | Zhou Mi                    | Gong Zhichao                   |
| Damsingel   | Gong Ruina                  | Zhou Mi                    | Zhang Ning                     |
| Herrdubbel  | Tony Gunawan Halim Haryanto | Ha Tae-kwon Kim Dong-moon  | Chew Choon Eng Chan Chong Ming |
| Herrdubbel  | Tony Gunawan Halim Haryanto | Ha Tae-kwon Kim Dong-moon  | Choong Tan Fook Lee Wan Wah    |
| Damdubbel   | Gao Ling Huang Sui          | Zhang Jiewen Wei Yili      | Ra Kyung-min Lee Kyung-won     |
| Damdubbel   | Gao Ling Huang Sui          | Zhang Jiewen Wei Yili      | Chen Lin Jiang Xuelian         |
| Mixeddubbel | Zhang Jun Gao Ling          | Kim Dong-moon Ra Kyung-min | Michael Søgaard Rikke Olsen    |
| Mixeddubbel | Zhang Jun Gao Ling          | Kim Dong-moon Ra Kyung-min | Jens Eriksen Mette Schjoldager |